# گوتسهایم
گوتسهایم (به فرانسوی: Gottesheim) یک کمون در فرانسه با جمعیت ۳۴۱ نفر است که در Canton of Saverne واقع شده‌است.